# Fondation Manuel-Rivera-Ortiz
La Fondation Manuel-Rivera-Ortiz est une fondation à but non lucratif basée à Rochester, New York avec des bureaux à Paris, Zurich et Arles,,. La fondation a été créée en 2010 par le photographe documentaire social Manuel Rivera-Ortiz pour soutenir des photographes et vidéastes sous-représentées, en particulier des pays moins développés, dans quatre domaines spécifiques: la publication de livres, des expositions, des prix et des bourses, et des programmes éducatifs,,,,,,,. Le nom complet de la fondation est celui de The Manuel Rivera-Ortiz Foundation for Documentary Photography & Film. La fondation est propriétaire de l'hôtel Blain dans le cœur du centre historique d'Arles où elle organise des expositions toute l'année,,.

## Liste des lauréats
- 2014 : Camille Lepage [16],[17]
- 2015 : Lucien Clergue [18],[19]
- 2015 :  Mo Yi [18]

## Liste des lauréats de la bourse photographie
- 2011 : Mads Nissen[20],[21],[22]
- 2012 : Gustavo Jononovich[23]
- 2013 : Vivek Singh[24],[25]
- 2014 : Mohamed Ali Eddin[26]
- 2015 : Pablo Ernesto Piovano[27]
- 2016 : Enri Canaj et Ismail Ferdous[28]

## Liste des lauréats de la bourse film
- 2013 Kannan Arunasalam[29],[30],[31],[32]
- 2014 Alfonso Moral
- 2015 Laurence Bonvin

## Identité visuelle

Ancien logo.
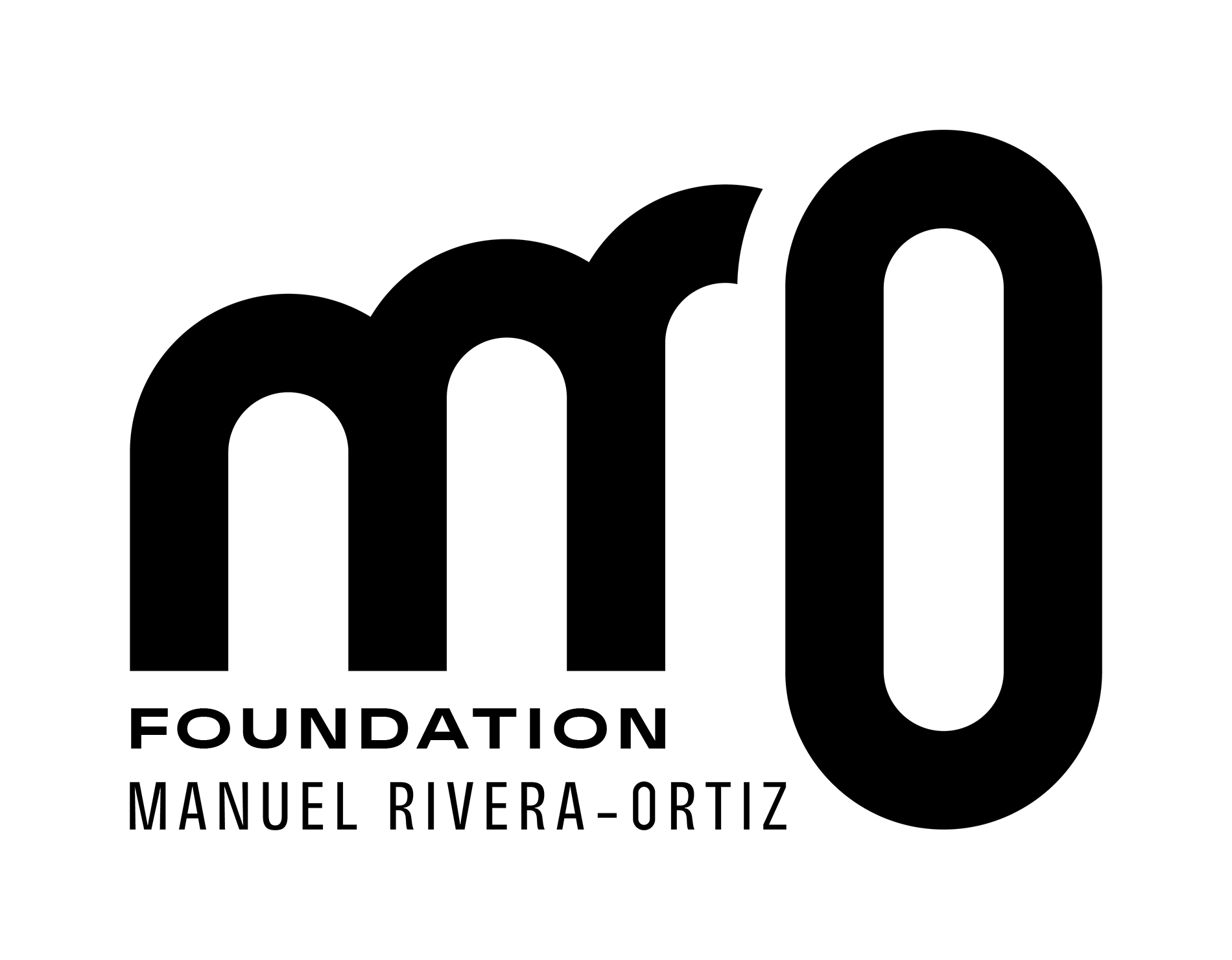
Logo actuel.